# يوهان إف. سي. هيسيل
يوهان إف. سي. هيسيل (و. 1796 – 1872 م) هو أستاذ جامعي، وعالم بلورات، ومهندس من اتحاد الراين، والاتحاد الألماني، والإمبراطورية الألمانية، ولد في نورنبرغ، توفي في ماربورغ، عن عمر يناهز 76 عاماً.

## التعليم
تعلم في جامعة هايدلبرغ، وتعلم في جامعة فورتسبورغ
.

## روابط خارجية
- يوهان إف. سي. هيسيل على موقع الموسوعة البريطانية (الإنجليزية)